# Ruppina II
『Ruppina Ⅱ』（ルピナ・ツー）は、Ruppinaの通算2枚目のアルバムである。2003年9月18日にavex traxよりリリース。

## 解説
Ruppinaのセカンドアルバム。シングルでは「FAITH/Thousand Lights」、「You Are」が収録されている。

## 収録曲

### Disc1
1. Thousand Lights [4:40] 
作詞：Mai Kudo / 作曲：Fumio Yasuda / 編曲：ats-
テレビ東京系『プラチナチケット』内コーナー「ラヴ・ダウト」テーマソング
2. Still [4:30]
作詞：Mai Kudo、Kenn Kato / Fumio Yasuda / tasuku
3. You Are [5:20]
作詞：Ruppina / 作曲：Yasuo Ohtani / 編曲：Naoto Suzuki
テレビ朝日系ドラマ『菊次郎とさき』挿入歌
4. i [5:13]
作詞：Mai Kudo、Kenn Kato / 作曲：Kazuhito Kikuchi / 編曲：ats-
後に5thシングル「in the name of love」としてシングルカットされた。
5. FAITH [4:19]
作詞：Mai Kudo / 作曲：Fumio Yasuda / 編曲：Naoto Suzuki
フジテレビ系アニメ『ONE PIECE』エンディングテーマ
6. Little Flower [4:32] 
作詞： Mai Kudo / 作曲：Fumio Yasuda / 編曲：ats-
コンピレーションアルバム『Cyber X #01』にはWippenbergによるトランスアレンジが「Cyber X feat. Ruppina」名義で収録されている。
7. If 〜もしもあの時、あの場所で〜 [3:39] 
作詞：Ruppina、BOUNCEBACK、Kenn Kato / 作曲・編曲：BOUNCEBACK

### Disc2 (DVD)
1. FAITH [Promotion Video] [4:18]
2. Thousand Lights [Promotion Video] [4:42]
3. You Are [Promotion Video] [5:19]